# Wurzelbrink
Der Wurzelbrink ist mit 318,6 m ü. NHN der zweithöchste Berg im norddeutschen Wiehengebirge. Er liegt bei Lübbecke im nordrhein-westfälischen Kreis Minden-Lübbecke. Auf dem Gipfel steht der als Aussichtsturm dienende Lübbecker Wartturm.

## Geographie

### Lage
Der Wurzelbrink erhebt sich im Natur- und Geopark TERRA.vita. Sein Gipfel liegt 2,2 km südlich der Kernstadt von Lübbecke innerhalb der Gemarkung Lübbecke. Südlich befindet sich die Großgemeinde Hüllhorst mit dem Ortsteil Ahlsen-Reineberg im Osten und Oberbauerschaft im Südsüdwesten. Auf dem Bergsattel zum nordöstlichen Nachbarn Heidbrink (319,6 m), dem höchsten Berg des Wiehengebirges, liegt die Quelle der Ronceva. Westlich des Wurzelbrinks befindet sich der Ursprung des auf dem Übergangsbereich zum südwestlich gelegenen Breitenbrinks (287 m) aus mehreren kurzen Quellbächen gespeisten Westerbachs (siehe hierzu auch Abschnitt Quelle am Wurzelbrink). Südsüdöstlich vorgelagert befindet sich der Kniebrink (315 m).
Auf dem Heidbrink erstrecken sich Teile des Landschaftsschutzgebiets Wiehengebirge-Wesergebirge (CDDA-Nr. 555560799; 1971 ausgewiesen; 49,1049 km² groß).

### Naturräumliche Zuordnung
Der Wurzelbrink gehört in der naturräumlichen Haupteinheitengruppe Unteres Weserbergland (Nr. 53) und in der Haupteinheit Östliches Wiehengebirge (532) zur Untereinheit Lübbecker Egge (532.2). Nach Süden fällt seine Landschaft in den Naturraum Quernheimer Hügelland (531.01) ab, der in der Haupteinheit Ravensberger Mulde (531) zur Untereinheit Quernheimer Hügel- und Bergland (531.0) zählt.

## Lübbecker Wartturm
Auf dem Gipfel des Wurzelbrinks steht Aussichtsturm Wartturm. Er ist die höchste öffentlich zugängliche Stelle im Wiehengebirge.

## Quelle am Wurzelbrink

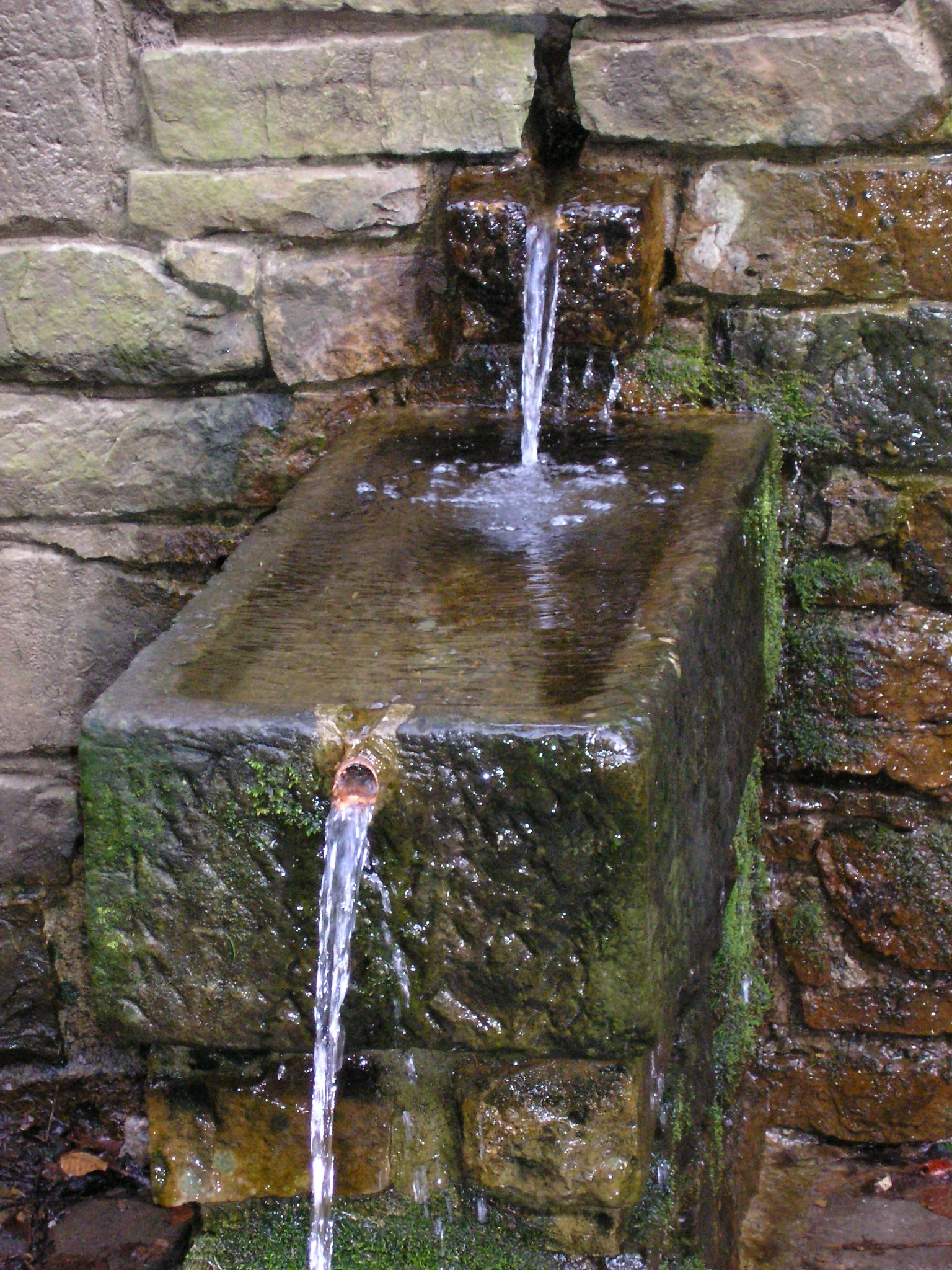
Quelle auf dem Westhang

Auf dem unteren Teil vom Westhang des Berges entspringt im Westerbach-Einzugsgebiet unmittelbar an einem Wanderweg eine Quelle, die aufwändig eingefasst wurde. Für die Quelle ist bisher kein verbindlicher und offizieller Name belegt. Die Quelle gibt im Frühjahr 10 Liter Wasser pro Minute. Zum Sommer hin lässt die Ergiebigkeit jedoch, abhängig von der Witterung, mehr oder weniger deutlich nach.

## Tourismus
Der Wurzelbrink ist durch regionale Wanderwege erschlossen. Südlich – auf dem Kammweg beim Kniebrink – verlaufen der Wittekindsweg und der E11. Am nördlichen Gebirgsfuß beim Gut Obernfelde verläuft der Arminiusweg.

## Galerie

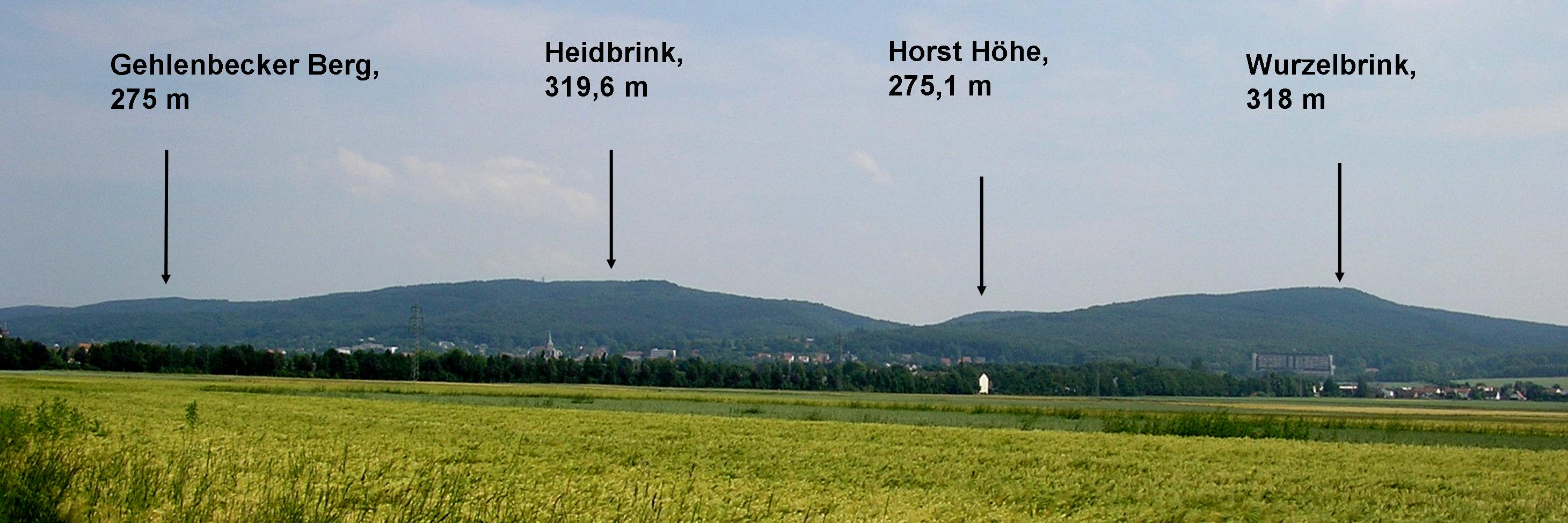
Der Wurzelbrink (ganz rechts) von Norden aus gesehen
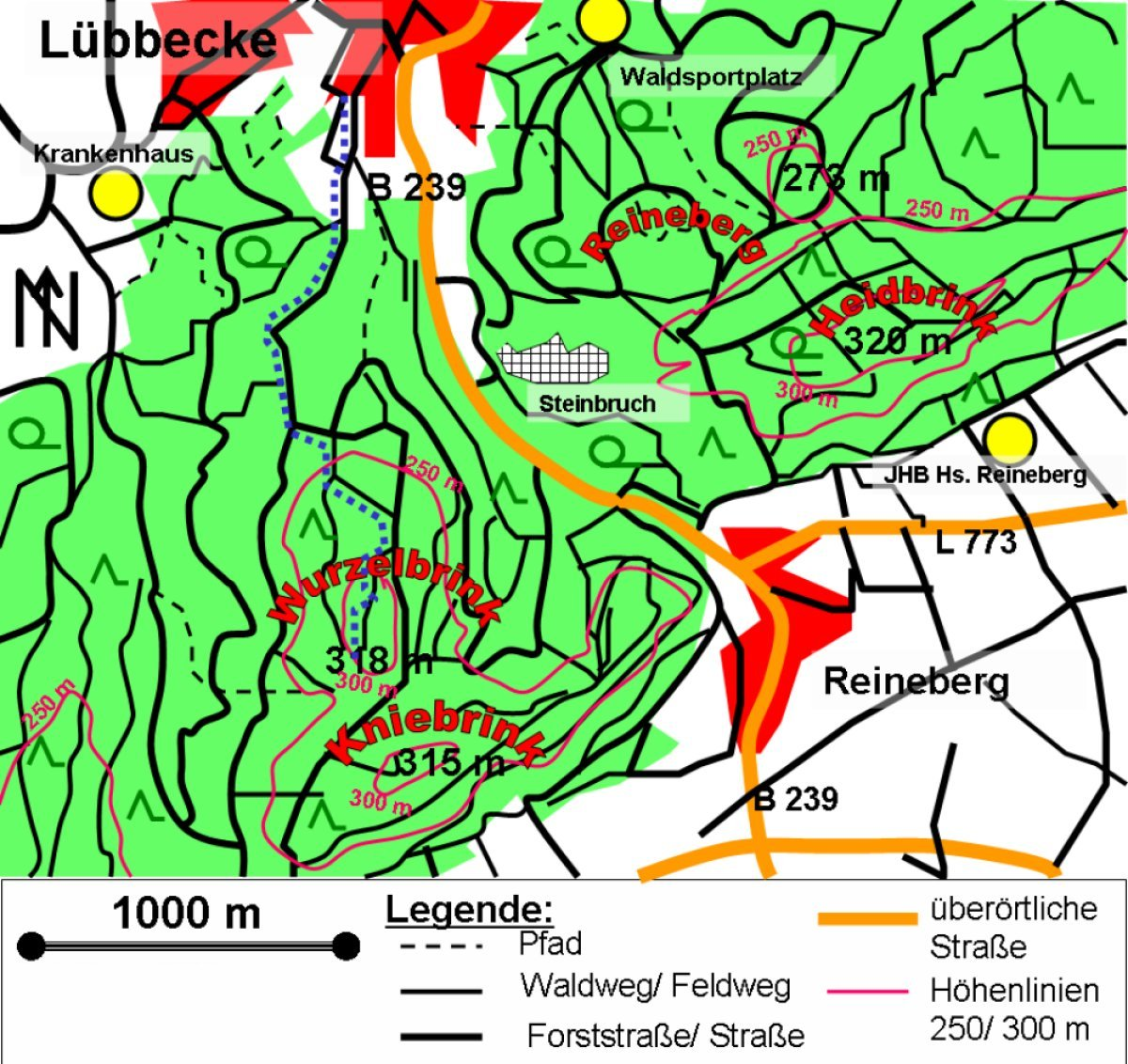
Von Lübbecke dauert der Aufstieg auf den Wurzelbrink 45–60 Minuten
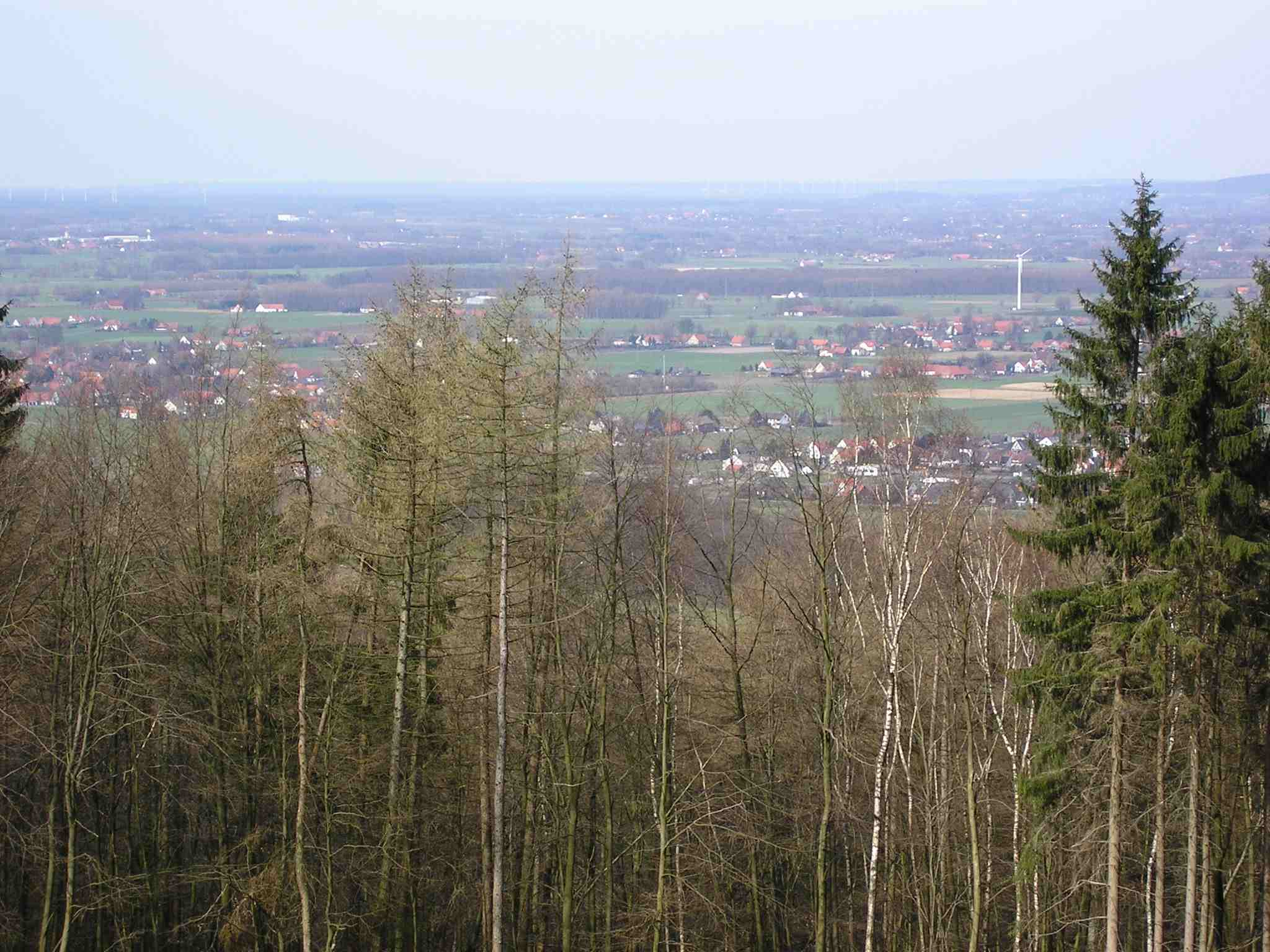
An der Nordwestflanke des Wurzelbrink erlaubt eine Lichtung den Blick ins Lübbecker Land
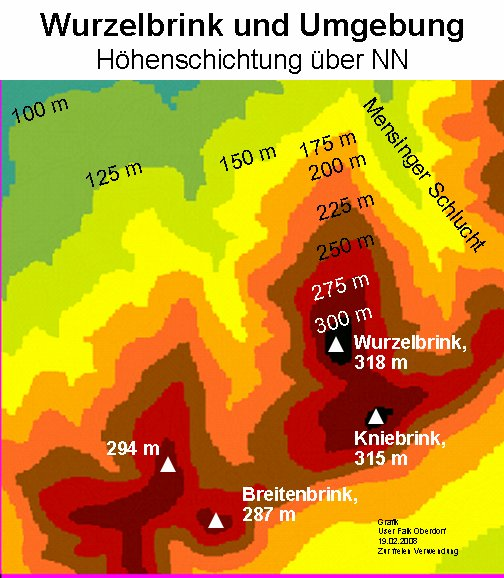
Neben dem Wurzelbrink übersteigt noch der Kniebrink die 300-Meter-Marke